# معسكر الاعتقال داخاو
معسكر الاعتقال داخاو \داكاو

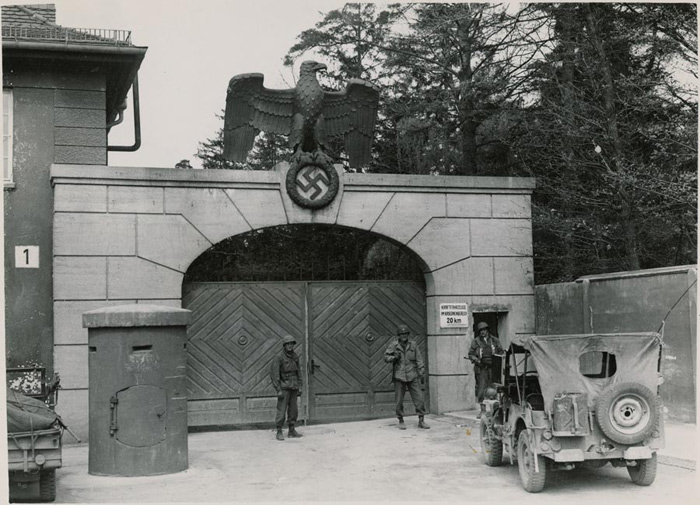
بوابة معسكر الاعتقال بعد سيطرة الجيش الأمريكي على مدينة داكاو

تأسس معسكر الاعتقال «داخاو» بالألمانية: KZ Dachau في 22 آذار 1933 وتم في 29 ابريل 1945 السيطرة عليه من قبل القوات الأمريكية. حيث أنشأته ألمانيا بعد أسابيع قليلة من وصول هتلر للسلطة. ويعتبر أول معسكر من معسكرات الاعتقال النازية وأحد أشهرها. بقي تحت الخدمة مدة 12 عام أي أكثر من بقية المعسكرات بنسبة الضعف تقريباً.
يقع على بعد 20 كيلومتر تقريبا شمال غرب ميونخ. وضع لاعتقال المعارضين السياسيين للنظام النازي. أمر هاينريش هيملر، قائد الوحدة الوقائية النازية (شوتزشتافل) عام 1933 وقائد الشرطة بتأسيسه شرق مدينة داخاو على أرض شركة سابقة للذخيرة. وذلك بهدف توطيد السلطة النازية عبر اعتقال المعارضين والمناوئين السياسيين.
بعد مذبحة ليلة نوفمبر (بالألمانية: Novemberpogrome 1938) اعتقلت الوحدة الوقائية «SS : س س» اليهود وبقية الملاحقين. وبعد بدء الحرب العالمية الثانية اعتقل ايضاً الكثير من الدول الأوربية المحتلة من قبل النظام النازي.كان المعسكر المكان الوحيد في الرايخ الألماني المخصص لقائده صلاحيات كاملة. لقد كان كما يقال بمثابة دولة داخل دولة يحتجز فيها المعارضون وتتم تصفيتهم
بالنسبة للشعب كان معسكر داخاو يعني الرعب حتى أن مقولة دارجة انتشرت بين الألسن حتى قبل انطلاق الحرب العالمية الثانية. تقول المقولة: يا رب اجعلني أخرساً، كي لا أدخل سجن داخاو
من بين 200,000 معتقل على الأقل في معسكر داخاو، قضى ما يقارب 41,500. يوجد اليوم نصب تذكاري في مكان المعتقل، يزوره ما يقارب 800 ألف زائر سنوياً
المصادر

## أعلام
- يوهان جورج ألسر
- جوسيف فريدريش ماتيس
- كارل شنايدر
- غوستاف ريتر فون كار
- هاينز ألت